# 萊斯利鎮區 (密蘇里州卡羅爾縣)
萊斯利鎮區（英語：Leslie Township）是位於美國密蘇里州卡羅爾縣的一個行政鎮區。

## 地方資料
萊斯利鎮區的面積為93.48平方千米，當中陸地面積為93.31平方千米，而水域面積為0.17平方千米。根據2020年美國人口普查的數據，當地共有人口162人，而人口密度為每平方千米1.73人。